# Fritz von Brodowski
Friedrich „Fritz“ Wilhelm Konrad von Brodowski (* 26. November 1886 in Köslin; † 28. Oktober 1944 in Besançon, Frankreich) war ein deutscher Generalleutnant im Zweiten Weltkrieg, der Ende 1944 unter ungeklärten Umständen in alliierter Gefangenschaft in Frankreich erschossen wurde.

## Leben
Fritz war der Sohn des preußischen Generals der Infanterie Fedor von Brodowski (1841–1923).
Brodowski trat am 10. März 1904 als Fahnenjunker in das Kürassier-Regiment „Kaiser Nikolaus I. von Russland“ (Brandenburgisches) Nr. 6 der Preußischen Armee in Brandenburg an der Havel ein. Vom 6. November 1904 bis 8. Juli 1905 wurde er an die Kriegsschule Glogau kommandiert und im Anschluss daran zum Leutnant befördert. Innerhalb seines Regiments diente Brodowski ab 21. Oktober 1908 als Gerichtsoffizier und wurde dann am 18. Oktober 1909 in das Garde-Kürassier-Regiment versetzt. Zur weiteren Ausbildung kommandierte man ihn am 1. Oktober 1912 zur Kriegsakademie, die er mit Ausbruch des Ersten Weltkriegs als Oberleutnant verließ.
Nach der Mobilmachung fungierte Brodowski zunächst als Eskadronoffizier und war dann ab 6. August 1914 als Ordonnanzoffizier beim Stab der 3. bzw. 1. Kavallerie-Brigade. Im weiteren Kriegsverlauf wurde Brodowski am 24. Dezember 1914 zum Rittmeister befördert und diente in verschiedenen Stäben. Ende Juni 1917 folgte seine Versetzung zur Ersatz-Eskadon des Garde-Kürassier-Regiments und seine Kommandierung zum Ersatz-Bataillon des Kaiser Franz Garde-Grenadier-Regiments Nr. 2. Einen Monat später kam er als Bataillonsführer zum Königin Elisabeth Garde-Grenadier-Regiment Nr. 3. Dort wurde er am 4. August 1917 mit der Führung des Füsilier-Bataillons beauftragt. In den kommenden Monaten wechselte seine Verwendung innerhalb des Regiments immer wieder. Während der Abwehrkämpfe an der Westfront zwischen Cambrai und Saint-Quentin wurde Brodowski am 30. September 1918 verwundet und verbrachte das Kriegsende im Lazarett. Für seine Verdienste hatte man ihn mit dem Ritterkreuz des Königlichen Hausordens von Hohenzollern mit Schwertern, dem Eisernen Kreuz II. und I. Klasse, dem Verwundetenabzeichen in Schwarz sowie mit dem Ritterkreuz II. Klasse des Ordens vom Zähringer Löwen mit Schwertern und Eichenlaub und dem Ritterkreuz I. Klasse des Albrechts-Ordens mit Schwertern ausgezeichnet.
Nach seiner Gesundung kommandierte man Brodowski im Dezember 1918 zunächst zum stellvertretenden Generalstab der Armee nach Berlin. Am 18. Januar 1919 wurde er dann in das in der Demobilisierung befindliche Garde-Kürassier-Regiment zurückversetzt. Aus Teilen des Regiments bildeten sich Freikorpsformationen und Brodowski wurde am 1. Februar 1919 Führer einer Freiwilligen-Eskadron. Er wurde dann am 11. April 1919 in die Vorläufige Reichswehr übernommen und am 1. November 1919 in das Reichswehr-Kavallerie-Regiment 3 versetzt. Als Eskadronchef war Brodowski vom 24. Februar 1920 bis 31. März 1922 im 4. (Preußisches) Reiter-Regiment. Anschließend folgte für ein Jahr seine Versetzung in das Reichswehrministerium nach Berlin. Brodowski war kurzzeitig vom 12. März bis 30. September 1923 wieder im Truppendienst. Dieses Mal hatte er eine Verwendung im 10. (Preußisches) Reiter-Regiment. Anschließend kehrte er nach Berlin in das Reichswehrministerium zurück und wurde hier in der Heeres-Statischen Abteilung (T 3) eingesetzt. Ab 1. Oktober 1926 versetzte man ihn als Dritten Generalstabsoffizier zum Stab der 1. Kavallerie-Division und beförderte ihn am 1. Februar 1927 zum Major. Als solcher war Brodowski ab 1. Oktober 1929 beim Stab des 16. Reiter-Regiments. Nachdem Brodowski am 1. April 1931 Oberstleutnant geworden war, wurde er am 1. November 1931 schließlich Kommandeur des 16. Reiter-Regiments in Kassel und in dieser Stellung am 1. Oktober 1933 zum Oberst befördert. Das Regiment gab Brodowski am 30. September 1934 ab und wurde anschließend Kommandeur des Reichswehr-Werbestelle Ulm. Mit dem Übergang der Reichswehr zur Wehrmacht war Brodowski ab 13. April 1935 bei der Wehrersatz-Inspektion Ulm, wurde am 1. Januar 1937 zum Generalmajor befördert und als solcher am 1. Juni 1938 zum Inspekteur der Wehrersatz-Inspektion Stuttgart ernannt.
Er wurde während des Krieges gegen die Sowjetunion Mitte August 1941 mit der Führung der Feldersatz-Division B beauftragt und wurde zum Generalleutnant befördert. Ab September 1942 war er Kommandeur der Division Nr. 404 in Dresden, danach in den Niederlanden eingesetzt und 1943 wieder als Kommandant der Oberfeldkommandantur 398 in der Ukraine. Seit April 1944 war er militärischer Führer der Oberfeldkommandantur 588 in Clermont-Ferrand und beherrschte ein dünnbesiedeltes Gebiet von 65.000 Quadratkilometern, in dem er sich mit einer Truppe von ungefähr 5000 Soldaten, darunter Einheiten der SS-Panzer-Division Das Reich, mit Aktivitäten der Résistance auseinandersetzen musste.
Brodowski war daher einer der Verantwortlichen für das Massaker von Oradour im Juni 1944, kurz nach der Landung der Alliierten in der Normandie. Mit der "Kampfgruppe Brodowski" geriet er am oder nach dem 13. September 1944 in französische Kriegsgefangenschaft. Er wurde in der Festung Besançon inhaftiert und war dort als Generalleutnant in Einzelhaft der FFI. Er wurde am 28. Oktober von seinem Wachsoldaten erschossen. Nach Aussage des Wachsoldaten hatte von Brodowski einen Fluchtversuch unternommen. Brodowski wurde von den Franzosen mit militärischen Ehren bestattet. Die französischen Militärbehörden strengten ein Untersuchungsverfahren gegen den Wachsoldaten an, das zu dem Schluss kam, dass Brodowski einen Fluchtversuch unternommen habe. Es blieben aber ungeklärte Fragen.
Der Tod des Generalleutnants wurde am 8. November 1944 vom französischen Sender Radio Londres bekanntgegeben und am Folgetag von der Schweizerischen Depeschenagentur übernommen. Adolf Hitler ließ daraufhin als Vergeltungsakt den gefangenen französischen General Gustave Mesny ermorden. Die Umstände der Haft von Brodowskis und seines Todes wurden nach 1945 Gegenstand politischer und historischer Kontroversen.

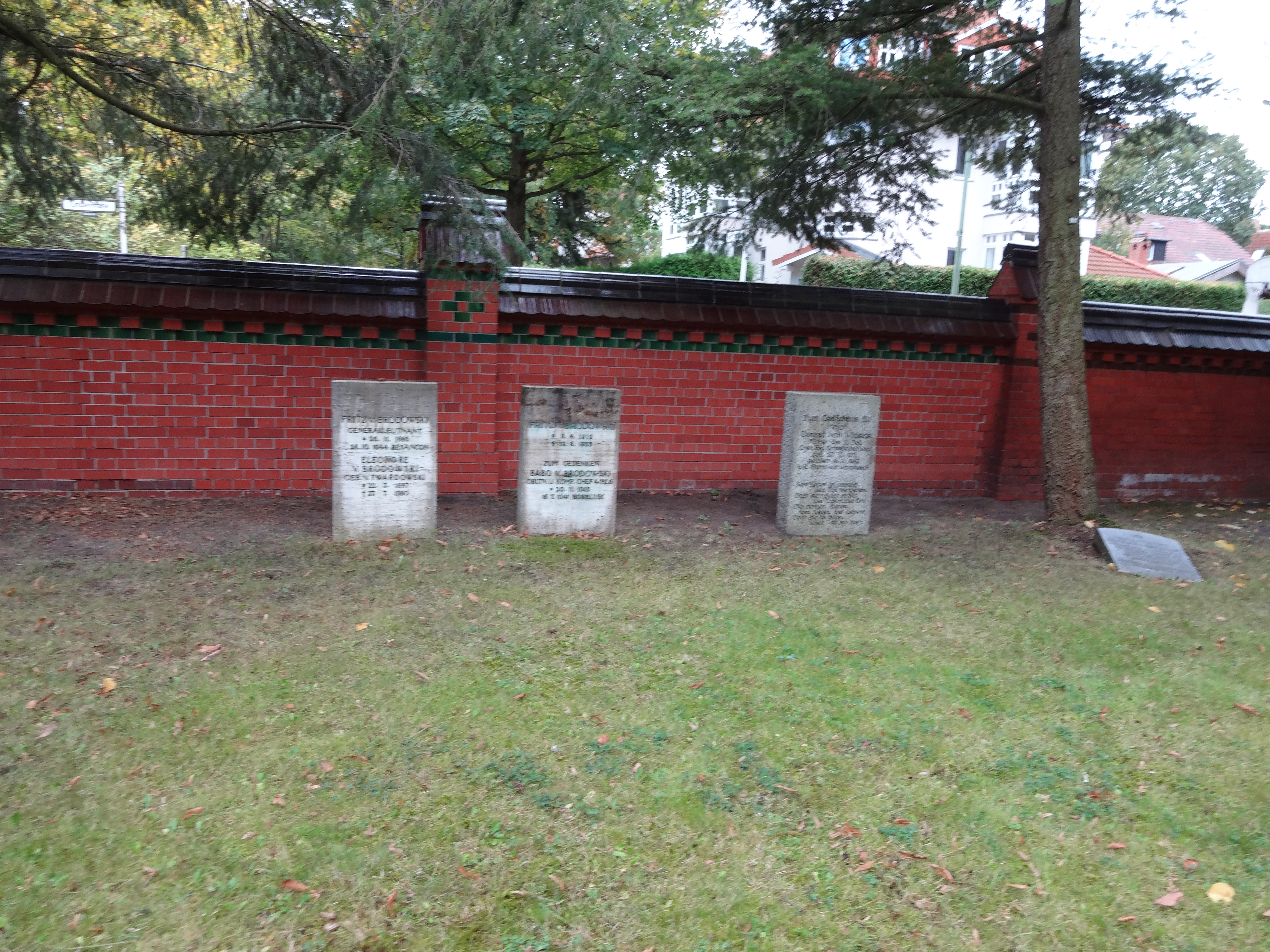
Grabstätte

Das Grab von Fritz von Brodowski befindet sich auf dem Friedhof Wannsee II in Berlin-Wannsee.